# Santuario de la Virgen de Alba
El Santuario de la Virgen de Alba es un diminuto santuario de gran calado en la devoción mariana de los asturianos ubicado sobre la peña de Alba, a 1200 m s. n. m., en uno de los municipios asturianos más montañosos, Quirós, desde donde se divisa un espectáculo imponente de montañas, paisajes y casi se alcanza a ver el mar.Basta señalar los picos cercanos que rodean la peña de Alba: pico Pelitrón, el de Toriezo, Peñarueda, Fontan que con sus 2408 m s. n. m. es el más alto de la zona, Cigalia con 2000 m s. n. m. de altitud y al más conocido aunque nó el más alto pico del Gamoniteiro con 1782 m s. n. m. Como queda dicho, desde la peña de Alba se puede divisar toda la zona montañosa de Quirós.La Iglesia católica conmemora su festividad el 15 de agosto. 

## Emplazamiento

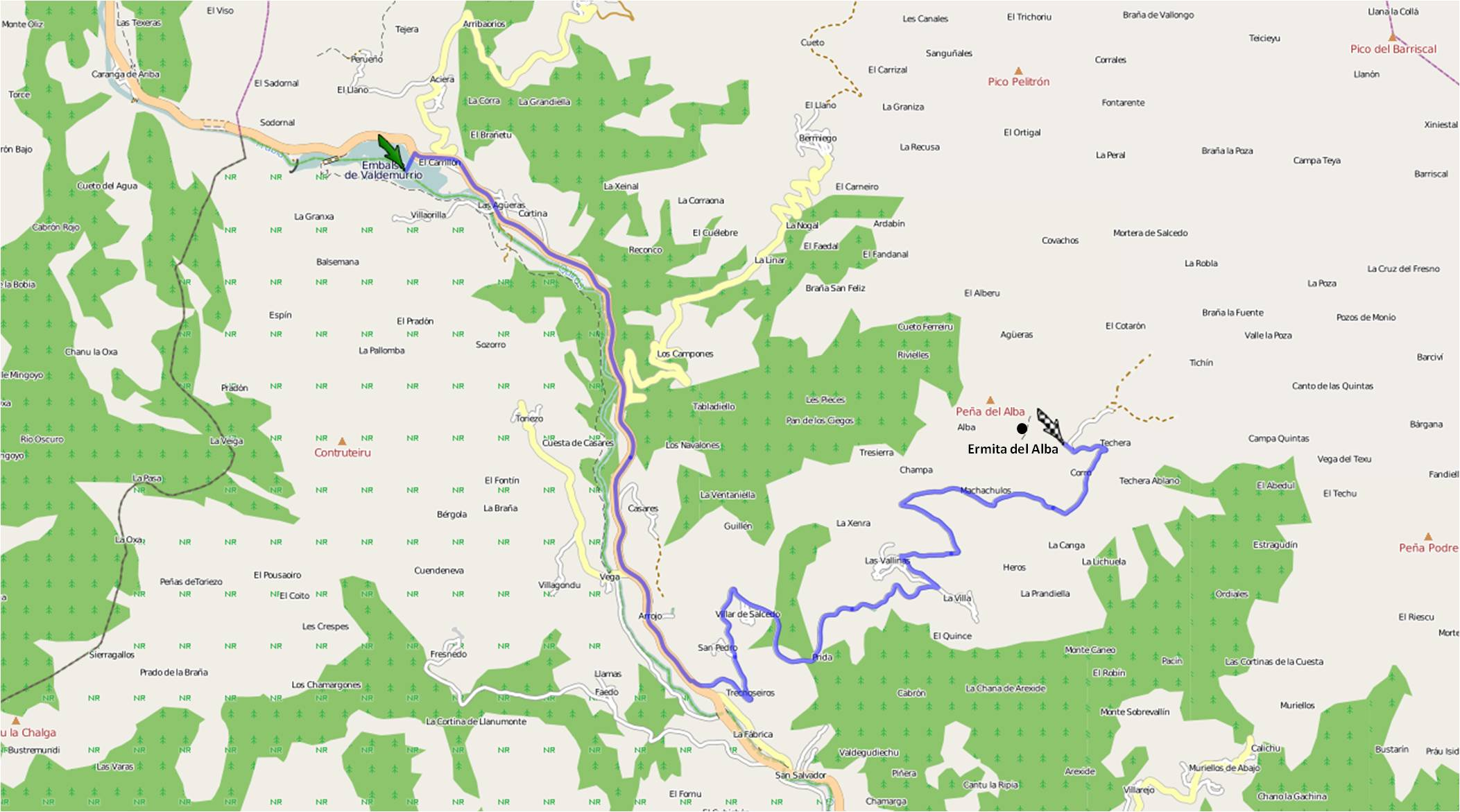
Planta de ruta desde el embalse de Valdemurio al Santuario de la Virgen de Alba

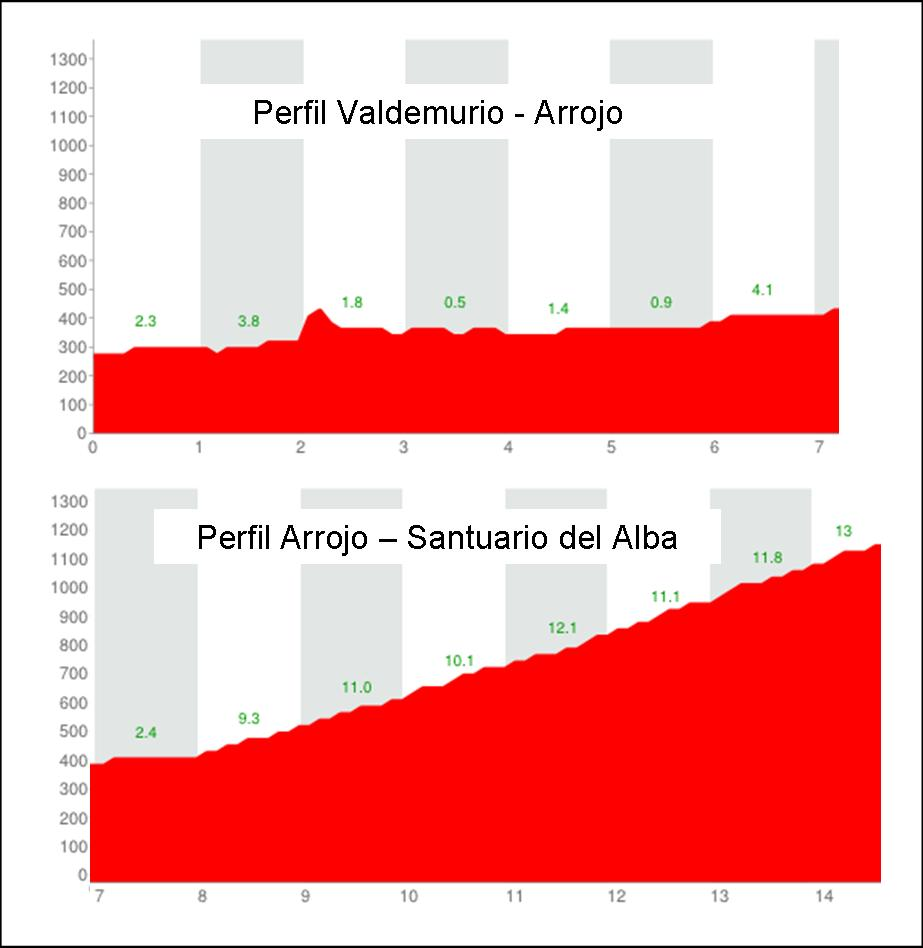
Perfil longitudinal desde Valdemurio hasta el Santuario

El pico del Gamoniteiro es bien conocido por varias cuestiones: En lo más alto del pico se encuentran instaladas las antenas repetidoras de señales de radio y televisión de la zona central asturiana. Por otro lado, desde el punto deportivo, la subida ciclista tanto del Puerto de la Cobertoria como al pico del Gamoniteiro representan un desafío para el ciclismo de competición y para el cicloturismo. Al pico del Gamoniteiro se puede acceder por Pola de Lena y antes de alcanzar el puerto, ya bastante cerca de la cima, hay una indicación de desvío a la derecha y allí empieza la temida ascensión al Gamoniteiro. También puede subirse la Cobertoria por la otra vertiente y después de coronar, al poco de bajar se toma, a la izquierda, la desviación citada.
Los datos técnicos de su altimetría son: distancia 16,4km; desnivel: 1462m; pendiente media: 8,91%; altitud: 1772; coeficiente de dificultad: 430. Las mayores pendientes están al final, en los tres últimos km y oscilan entre el 12 y el 17%. A efectos comparativos de su dureza se muestran los coeficientes de dificultad de puertos muy conocidos: Pajares: 230; Tourmalet, según la vertiente 320 y 340. El Gamoniteiro lo supera con creces.
También desde el punto de vista del cicloturismo, el ascenso al santuario tiene su atractivo, ya que la subida tiene curvas en herradura, pendientes importantes, cambio de paisajes continuo. Con bici de montaña pueden hacerse los últimos cuatro km solo para cicloturistas de buena condición física y dominio de la bici en caminos de tierra y pedregosos. Con la bici de carretera hay que renunciar a hacer estos km sobre ella. La altimetría que se adjunta demuestra lo dicho.
Su acceso normal es por la carretera AS-229 partiendo de Trubia y siguiendo hasta Arroxo. En este lugar hay que tomar una desviación hacia los pueblos de Villar de Salcedo,  Salcedo y Las Vallinas. Al llegar a este lugar hay que estar dispuesto a subir a pie una empinada cuesta (píndia en bable), durante más de una hora, si bien ha sido restaurada últimamente.
Conviene señalar que esta subida ha de tomarse como una oportunidad de ir viendo en cada revuelta nuevos panoramas, pueblos escondidos y paisajes dignos de fotografiar. Es fácil que durante la andadura se pueda observar la diversa fauna de los bosques asturianos.

## Historia
La erección canónica de este santuario fue en 1581 gracias a una Bula del papa San Pio V, dominico y que antes de ser elegido papa llevaba el nombre de fray Miguel de Alejandría, ya que su procedencia era la ciudad italiana de Alessandría-Italia. Estudió filosofía y teología doctorándose en Bolonia y fue ordenado sacerdote en 1528. Poco después de su ordenación fue nombrado Prior de Alba.

### Leyenda
La leyenda áurea dice que en el cercano pueblo de Villar vivía María, una jovencita que tenía diez hermanos menores que ella. Todavía de madrugada iba con las ovejas al monte, donde solían pacer, y no retornaba a su casa hasta el atardecer, pues así se lo había ordenado su madrastra. Solo comía de lo que ella se procuraba, pues no le daban nada y, a pesar de todo, salía contenta y cantando hacia el monte todas las mañanas.
Mientras las ovejas pacían, ella recogía las flores más bellas que encontraba para ofrecérselas a una bella señora que vivía en una cueva de la peña de Alba. Mientras tanto, los lobos eran los que cuidaban de su rebaño, pero un día ocurrió una tragedia: un lobo devoró a una cabritilla. El pánico hizo presa en María por lo que le diría su madrastra y se le ocurrió entrar en la cueva para pedir ayuda a la señora que también veía en sueños muchas veces. En aquel momento apareció frente a ella un cabritillo idéntico al descuartizado.
Maravillada por el suceso, María lo contó al pueblo, que acudió en masa al lugar indicado por María y encontraron la talla de una Virgen enterrada. A la vista de ello, el pueblo decidió construir en ese lugar una ermita en la que se venerase a la Virgen, lo cual viene haciéndose desde hace siglos con el nombre de Virgen del Alba.

## Estructura y arquitectura
El edificio es de construcción muy sencilla sin relieve arquitectónico; posiblemente por las dificultades de acceso que tiene no se hiciera otro mayor, si bien se amplió posteriormente pero de forma muy modesta. Por el momento este es el único santuario de Asturias que carece de carretera de acceso. En una visita de don Florentino Fernández junto con otras personas el 14 de agosto de 1987 se encontraron los restos de lo que fue la Casa de las Novenas. El santuario pertenece eclesiásticamente a la parroquia de Salcedo.
El santuario consta de una sola nave y sacristía pero con un interesantísimo retablo del siglo XVIII, que preside la imagen de la Virgen de Alba. La imagen de la Virgen es de vestir, teniendo tallada solamente la cara, las manos y los pies.

## Favores y milagros
Con el paso del tiempo, el rosario de favores en torno a la Virgen de Alba, concedidos por su mediación a los que reccurrían a la ella, fue creciendo enormemente. Un par de ellos valen de muestra. El primero se desarrolló en el siglo XIX durante los sucesos de la insurrección de Cuba. Un soldado español, quirosano, iba a ser fusilado y cuando ya le apuntaban los insurrectos, gritó: «¡Por la Virgen de Alba, no me matéis!». El jefe insurrecto detuvo la orden de fuego y le dijo al soldado: «Valor, paisano, estás salvo». Y es que aquel jefe insurrecto era otro quirosano que las circunstancias de la vida le llevaron a tal situación.
El segundo también se refiere a un hecho de vida o muerte. Un sacerdote quirosano estaba preso en la Iglesia de los  jesuitas de Gijón durante la guerra civil española de 1936. Llegó un grupo de marxistas y leyeron una lista de nombres para darles el paseo, que era la forma coloquial que tenían para decir que los iban a fusilar. Durante una parada del camión donde los habían metido, los milicianos aprovecharon para beber y charlar con otros compañeros. Desde el camión, los condenados oían frases, más o menos como esta: «¡Para lo que les resta de vida!». Al oirlas, el sacerdote gritó: «¡Ay, Virgen de Alba, Fray Melchor, salvadme!». Al oírlo, un miliciano se acercó preguntando: «¿De dónde eres que hablas de la Virgen de Alba y Fray Melchor? ¿Eres de Quirós?»
El sacerdote le dijo que era de allí, cómo se llamaba y porqué lo habían detenido. El miliciano contestó: «Bueno, tranquilo, yo también soy de Quirós y voy a salvarte». Le indicó que mientras entretenía a sus compañeros se bajara y escondiera debajo del camión y que, después de arrancar, huyera, diciéndole: «No olvides que quien te salvó no fue la Virgen ni san Melchor».  «¿Quién, entonces?» dijo el cura. «¡Pericón de Quirós!» contestó el miliciano.
El tercer favor puede considerarse como la segunda parte del anterior. El sacerdote que salvó la vida fue apresado de nuevo y fingió ser súbdito extranjero. Lo trasladaron a Gijón para verificar este dato, lo dejaron en una casa con la advertencia firme de que no se fugara, pero al ver que estaba solo, se escapó y buscó un refugio seguro,donde permaneció hasta que las tropas del  general Franco lo liberaron.

## Fiestas, devociones y tradiciones
Como el santuario tiene ciertas dificultades de acceso, el culto oficial se reduce, aparte de las visitas en grupo o individuales, a la de su festividad, el 15 de agosto, es decir, el día de la Asunción o también llamada popularmente el día de la Virgen de Agosto. Antaño siempre iba precedida de novena. La afluencia de romeros y peregrinos proceden, además de los de los pueblos del concejo, de todos los pueblos del contorno como Lena, Morcín, Proaza, Riosa,  Grado y también de Oviedo, Trubia, etc.
Antonio Fernández B., químico ovetense, tiene escritas unas letras llenas de emoción cuando en 1932 y 1933 que termina con una curiosa anécdota: «...por mi espalda se percibían explosiones de cohetes, y por mi derecha también. ¿Pero es que desde aquí se escuchan dos ecos? No, hombre -me dijo mi padre-, mira, los de nuestra espalda vibran en el cielo de la Virgen de Trubaniello y los de la derecha saludan a la Virgen del Cébrano, en Teverga».
Hay una tradición del vecino municipio de Lena que es digna de mención y que duró hasta el año 1950. Antes de amanecer, hacia las cinco de la mañana se concentraban en la plaza de la iglesia de Pola de Lena gran cantidad de personas con más de un centenar de caballerías para subir hasta el santuario de la Virgen de Alba y celebrar su festividad. La cabalgata la componían principalmente mozos de Pola, Vega del Ciego, Muñón, Villallana, etc. y tenían como punto fijo de descanso Las Morteras. Esta marcha la preparaban con muchos meses de anticipación, incluso de un año para otro. El último tramo, debido a lo estrecho del camino, ya no lo podían hacer pareados para ir conversando, sino en fila de a uno.
El pueblo asturiano, muy aficionado al cante, ha compuesto cantidad de canciones llenas de recuerdos y pródigas en amor y esperanza, tal y como se puede observar en las siguientes, muy conocidas en esta zona:

La Virgen de Alba bendita
tiene la ermita en la peña,
también podría tenerla
en el llano si quisiera.

En Quirós la Virgen de Alba,
en Lena la de Bendueños,
y en el concejo de Proaza,
la Virgen de los Remedios.

### Visita al santuario de san Melchor de Quirós
Fray Melchor García Sampedro, que posteriormente sería canonizado, nació el 28 de abril de 1821 en el pueblo de Cortes y fue bautizado en la iglesia de la parroquia de  Cienfuegos, del concejo de Quirós. Años más tarde le llevaron a vivir al pueblo de Arroxo, justo donde está la desviación de la carretera que parte hacia el santuario de la Virgen de Alba. Estudió en la Universidad de Oviedo y antes de marchar al convento de los Padres Dominicos en Ocaña quiso visitar a la Virgen de Alba a la que le profesaba una especial devoción, no en balde se había criado en la falda de la roca de Alba. Fue a pie y acompañado de su madre y deseaba celebrar su primera Misa en el santuario, deseo que no pudo cumplir.
Cuando ya era obispo en Vietnam del Norte, antes llamado Tung-King central, le envió una carta a su hermano, que sería la última y que estaba fechada al 5 de abril de 1858 en la que le decía: «Cuando tenga ocasión volveré a escribirte, si vivo; si la Virgen de Alba me concede poder derramar mi sangre impura por la Religión, hasta el Cielo». Fray Melchor fue martirizado el 28 de julio de 1858, el papa Pío XII lo beatificó en el año 1951 y el papa Juan Pablo II lo canonizó junto a otros mártires de Vietnam el 19 de junio de 1988, dándole el nombre de San Melchor de Quirós. Desde el 28 de abril de 1889 sus restos descansan en la Catedral de Oviedo.